# San Geronimo (California)
San Geronimo è un census-designated place (CDP) degli Stati Uniti d'America situato in California, nella contea di Marin.